# Сокольники (парк)
Соко́льники — парк на территории района Сокольники на востоке Москвы, с юга ограниченный Сокольническим Валом, с востока — Богородским шоссе, с севера — Ростокинским проездом, с запада — линией Ярославской железной дороги. На севере смыкается с Лосиным островом. Площадь парка — 516 гектаров. В XVI—XVII веках на месте сегодняшнего парка проходили царские и великокняжеские соколиные охоты, откуда место и получило своё название.

## История
В XIV—XVI веках на месте парка был дремучий лес, уходивший далеко на север. В ближайшей к Москве части леса в XVI веке охотился Иван Грозный. С 1657 г. в лесу охотился царь Алексей Михайлович. Охота велась главным образом с помощью соколов, для чего существовали специальные дрессировщики этих птиц — сокольники.
В конце XVII века на месте леса образовались Сокольничья, Оленья и Алексеевская рощи. В ближайшей к Москве части ещё при Петре I был прорублен просек, на котором молодой царь устраивал гулянья. Эта аллея существует по сей день и носит название «Майский просек». «Самое известное гулянье в Сокольниках происходило 1 мая и называлось когда-то „Немецкими станами“ или „столами“. Это название пошло, как говорят, от шведских пленников, учителей Петра I, поселённых им неподалёку. Они собирались 1 мая в Сокольниках и отмечали там весенний праздник, а со временем к ним присоединились и русские, перенявшие у них этот обычай».
А в Сокольниках, как живые,

Сосны старые до небес.

Стрелы — просеки лучевые —

Здесь летят в соколиный лес.
«Во время Отечественной войны 1812 года, чтобы установить кратчайшую дорогу из города в сторону Лосиного Острова, проложили ещё один просек, позднее названный 4-м Лучевым. Здесь, в чаще Сокольничьей рощи, многие жители укрывались от наполеоновских захватчиков». «После пожара 1812 года значительная часть Сокольничьей и других рощ была вырублена для восстановления в Москве деревянных домов, но вскоре рощи вновь разрослись».

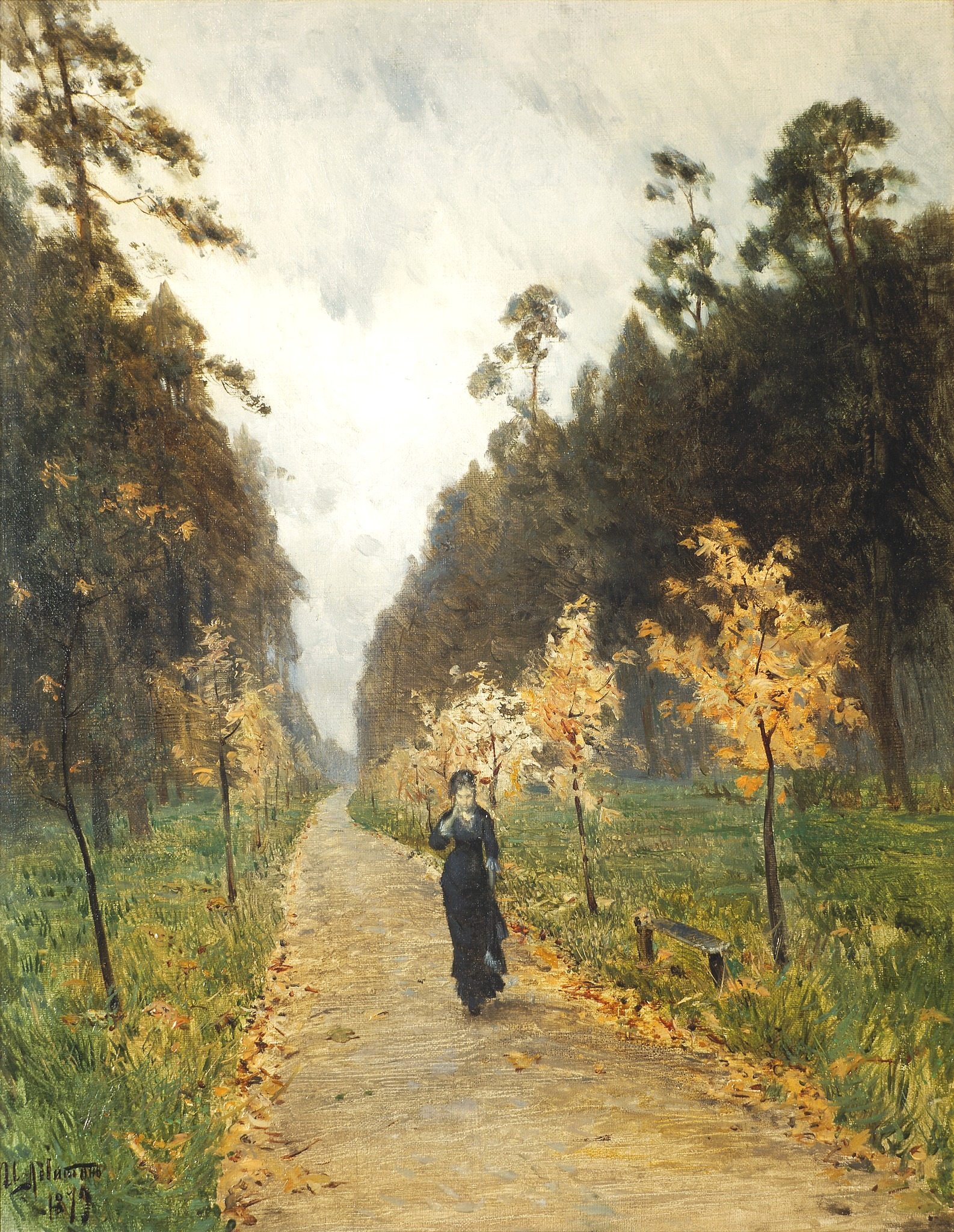
Исаак Левитан. Осенний день. Сокольники (1879)

В 1840-е гг. была произведена планировка Сокольничьей рощи — в дополнение к существующим, проложены просеки-аллеи, расходящиеся веером от центрального круга и 2 поперечных дуговых просека — ныне Митьковский проезд и Поперечный просек. За Путяевскими прудами устроен «лабиринт» — пять пересекающихся круговых дорожек, заново высажены деревья и кустарники, посеяны различные травы и полевые цветы. Этот принцип устройства парка сохраняется по нынешний день. В глубине рощи мелкие участки земли были отданы под застройку арендаторам, где впоследствии возникли дачи, а ближайшая к городу часть рощи использовалась под гулянье. В 1863 году в конце Майского просека была построена деревянная церковь Тихона Задонского.
«В 1878 г. Сокольничья и Оленья рощи были куплены городом, и в них устроен общедоступный парк для гулянья. В 1883 г. в центре парка на так называемом „кругу“ была воздвигнута деревянная ротонда, где по праздникам играла музыка. Позже здесь была устроена открытая сцена, на которой за умеренную плату давались не только серьёзные концерты, но ставились иногда и целые оперы русских классиков. В 1896 г. в Оленьей роще была сооружена плотина и образованы пруды. Местность стала живописной. На прудах происходило катание в лодках, а возле бойко торговал ресторан».

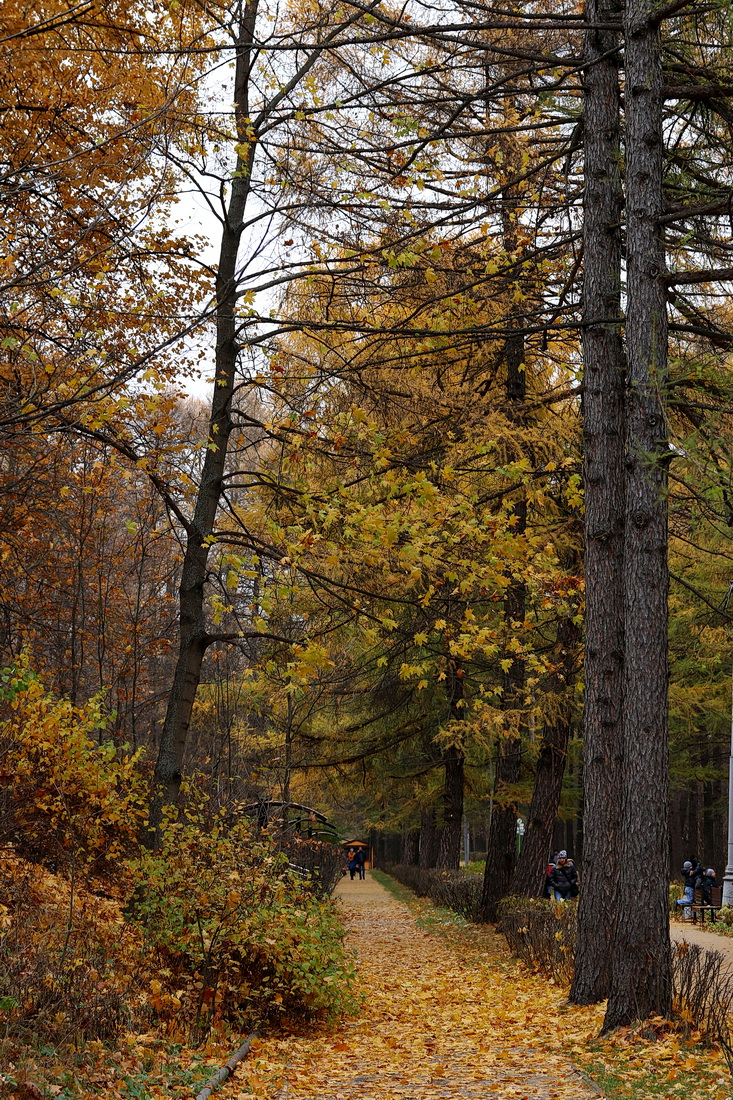
Майский просек

В годы революции и гражданской войны территория парка пришла в запустение. Восстановление парка было начато лишь в 1930-е годы. 16 мая 1931 г. Моссовет объявил Сокольники городским парком культуры и отдыха. Была начата очистка территории, восстанавливались зелёные насаждения. У главного входа соорудили фонтан, на большом кругу устроили оркестровую эстраду, выставки, ресторан. Построили популярные в то время аттракционы: «аэропетля», «силомер-молот», «скользящий полёт», «комната смеха», «вертикальное колесо», тир, «качели-лодки», «иммельман». До 1937 года парк носил имя тогдашнего наркома просвещения РСФСР А. С. Бубнова.
Во время Великой Отечественной войны на территории парка были сформированы три стрелковых и одна танковая дивизия. В связи с приближением фронта к Москве 1 октября 1941 года парк был закрыт. Однако уже летом 1942 года возобновили работу Зелёный театр, Веранда танцев, Симфоническая эстрада; в 1943 году в здании театра на Кругу был открыт летний кинотеатр.
В 1957 году к VI Всемирному фестивалю молодёжи был открыт Большой розарий. В 1959 году между 4-м и 5-м Лучевыми просеками на месте бывшего стадиона ЦДКА сооружены два выставочных павильона со стеклянными стенами высотой 15 м, в которых 25 июля 1959 года в присутствии Никиты Хрущёва и Ричарда Никсона открылась Американская национальная выставка «Промышленная продукция США», запомнившаяся кухонными дебатами о достоинствах противоборствующих экономических систем: капитализма и социализма. Впоследствии эти павильоны переданы новому выставочному центру. Во второй половине 1970-х гг. дачная застройка в парке в основном была ликвидирована. В 1973 г. в южной части парка построен дворец спорта «Сокольники».
В 1990-е годы некоторые объекты парка, например, Зелёный театр, пришли в запустение, в 2000-е часть из них была восстановлена. Так, в 2006 году после реконструкции открылся Большой розарий.
2 февраля 2011 года Правительством Москвы был утвержден проект городской программы «Индустрия отдыха и туризма на территориях парков культуры и отдыха, музеев-заповедников и музеев-усадеб на 2012—2016 годы». В связи с реализацией данной программы на территории парка «Сокольники» начали проводиться работы по реконструкции и благоустройству. Согласно программе, из городского бюджета парку было выделено 4,5 млрд руб.
В августе 2011 года новым директором парка был назначен Андрей Лапшин.
В рамках программы была благоустроена территории парка, обновлены газоны, благоустроены пруды и зоны для пикника, была произведена замена асфальтового покрытия тротуаров на плиточное. Были отреставрированы летний кинотеатр и летний театр, «Большой розарий», большой бассейн на открытом воздухе. Появились спортивные площадки, зональный экстрим-парк, каток и велодорожки.
24 апреля 2019 года у главного входа возвели памятный знак на мраморном постаменте в честь московского градоначальника XIX века Сергея Третьякова, благодаря усилиям которого территория «Сокольников» стала московским парком.

## Планировка и природа
В течение 1930-х годов архитекторами А. Я. Карра и И. М. Петровым мастерской № 7 Отдела планировки Моссовета под руководством В. И. Долганова велась разработка проекта развития парка, однако перед войной удалось реализовать лишь небольшую его часть. Одной из причин, препятствовавших дальнейшему развитию парковой территории, было круглогодичное проживание на бывших дачах Сокольников, ставших коммунальным жильём, порядка 10 тысяч жителей, большинство из которых имели там подсобное хозяйство.
Планировочная структура парка радиально-кольцевая. От главного входа Сокольнический Павильонный проезд выходит к Сокольническому кругу. От него веером расходятся восемь аллей: на запад и северо-запад — Песочная аллея, 1-й, 2-й и 3-й Лучевые просеки, на север и северо-восток — 4-й, 5-й, 6-й Лучевые и Майский просеки. Все они, кроме Песочной аллеи, пересекаются полукольцевыми Митьковским проездом и, кроме Майского просека, Поперечным просеком. Четвёртый лучевой просек проходит через Фестивальную площадь с выставочными павильонами.
В конце XIX века вдоль каждого из исторических просеков были высажены деревья определённых пород: 1-й был засажен берёзами, 2-й и 6-й — вязами, 3-й — тополями, 4-й — клёнами, 5-й — ясенями, Майский просек — лиственницами. За Путяевскими прудами был сооружён лабиринт в виде пяти переплетающихся кольцевых аллей, обсаженных елями. Эта парковая конструкция сильно пострадала во время урагана 1904 года.

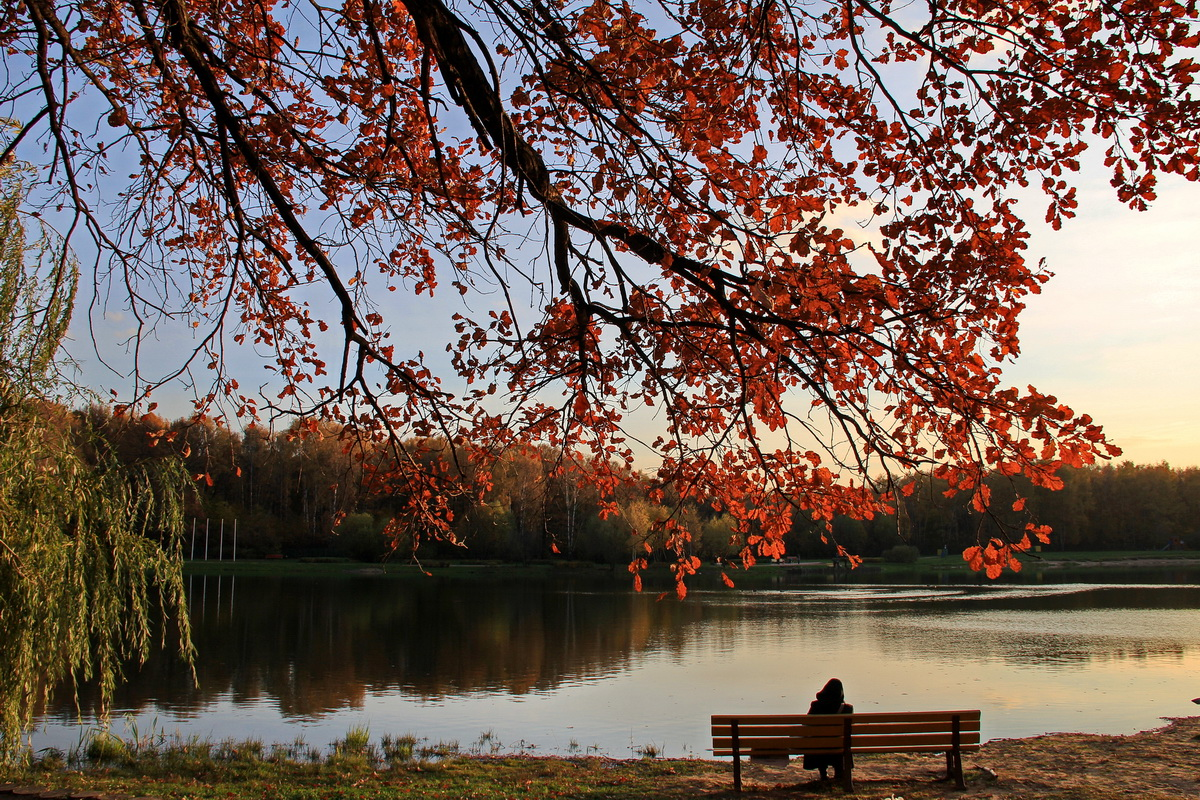
Путяевский пляж

В парке насчитывается 13 водоёмов: каскад из шести Путяевских прудов (6,1 га); каскад из пяти Оленьих прудов (около 3 га); Собачий пруд (0,3 га); Золотой пруд (1,1 га). На Собачьем и Оленьих прудах летом можно увидеть цветущие кувшинки-нимфеи, выращенные по специальной технологии в мелких тёплых искусственных водоёмах в большом парковом розарии, которому в середине 2000-х годов были подарены первые три сорта этих растений — белая кувшинка «Марлеака Альбида», розовая — «Марлеака розеа» и тёмно-розовая — «Аттракцион».

### Природно-исторический парк «Сокольники»
Согласно постановлению правительства Москвы от 28.04.2009 № 367-ПП, «в целях обеспечения сохранения, восстановления и дальнейшего развития территории парка культуры и отдыха „Сокольники“, имеющей особую природоохранную, историко-культурную и рекреационную ценность» из части территории природного комплекса «Лесопарк Сокольники» была образована особо охраняемая природная территория регионального значения «Природно-исторический парк „Сокольники“» площадью 229,2 га.
Придание статуса особо охраняемой природной территории обосновано положительным заключением государственной экологической экспертизы материалов комплексного экологического обследования.

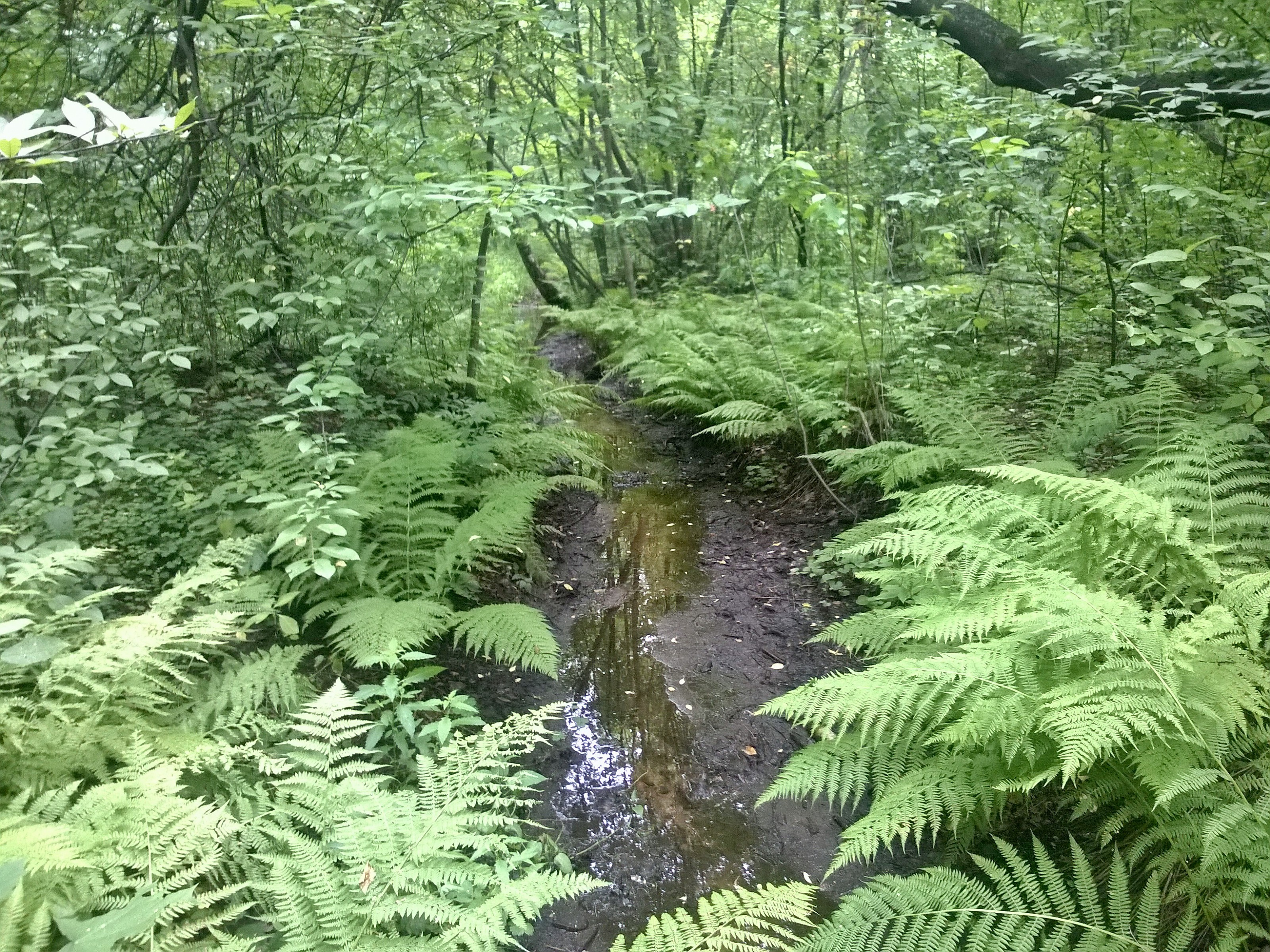
Олений ручей у 6-го Лучевого просека

Включает в себя три зоны: заповедную (21,4 га), прогулочную (194,1 га) и зону охраны историко-культурных объектов (13,7 га).
В состав ООПТ также вошли три кластерных участка общей площадью 3,2 гектара, расположенных на пересечениях улицы Олений вал и Митьковского проезда, Митьковского проезда и Богородского шоссе, Богородского шоссе и Оленьего вала.
В границах ООПТ, между 4-м Лучевым просеком и Верхним Оленьим прудом, планируется создание памятника природы «Олений ручей в Сокольниках». В пойме ручья ранее наблюдались такие виды, как касатик аировидный и белозор болотный.
Обеспечение охраны и функционирование ООПТ возложены на Департамент природопользования и охраны окружающей среды города Москвы.

## Объекты
В парке находится ряд спортивных объектов, крупнейшие из них — физкультурно-оздоровительный комплекс «Сокольники» (действуют секции различных единоборств, танцевальный зал, шахматно-шашечный клуб), центр спортивных развлечений на открытом воздухе «Лидер» (в последнем имеются площадки для занятий футболом, волейболом, бадминтоном, теннисом), теннисный городок (располагает двумя теннисными кортами, а также столами для настольного тенниса). Организован прокат веломобилей, велосипедов, сегвеев и различного спортивного инвентаря. Имеются зоны активного отдыха: скейт-парк, скалодром, крупнейшая в Москве крытая картинговая трасса с треком длиной 450 м, зона активного отдыха «ПандаПарк».
В 2008 году на территории парка открылся Современный музей каллиграфии.
С 1 мая 2013 года в парке действует площадка для проведения публичных мероприятий.
С 2011 года на территории парка организован Клуб собаководов. В конце 3-го Лучевого просека возле Верхнего Путяевского пруда расположена большая тренировочная площадка с дрессировочными снарядами.

## Музей парка «Сокольники»
5 сентября 2015 года на первом этаже здания администрации парка (Сокольнический Вал д. 1, стр. 1) открылся музей, цель которого — восстановить и сохранить память о Сокольниках. На церемонии открытия руководитель Департамента культуры Москвы Александр Кибовский передал в собрание музея семейные фотографии, связанные с послевоенным восстановлением парка «Сокольники».
В музее проводятся выставки, экскурсии и квесты.

## Фотогалерея

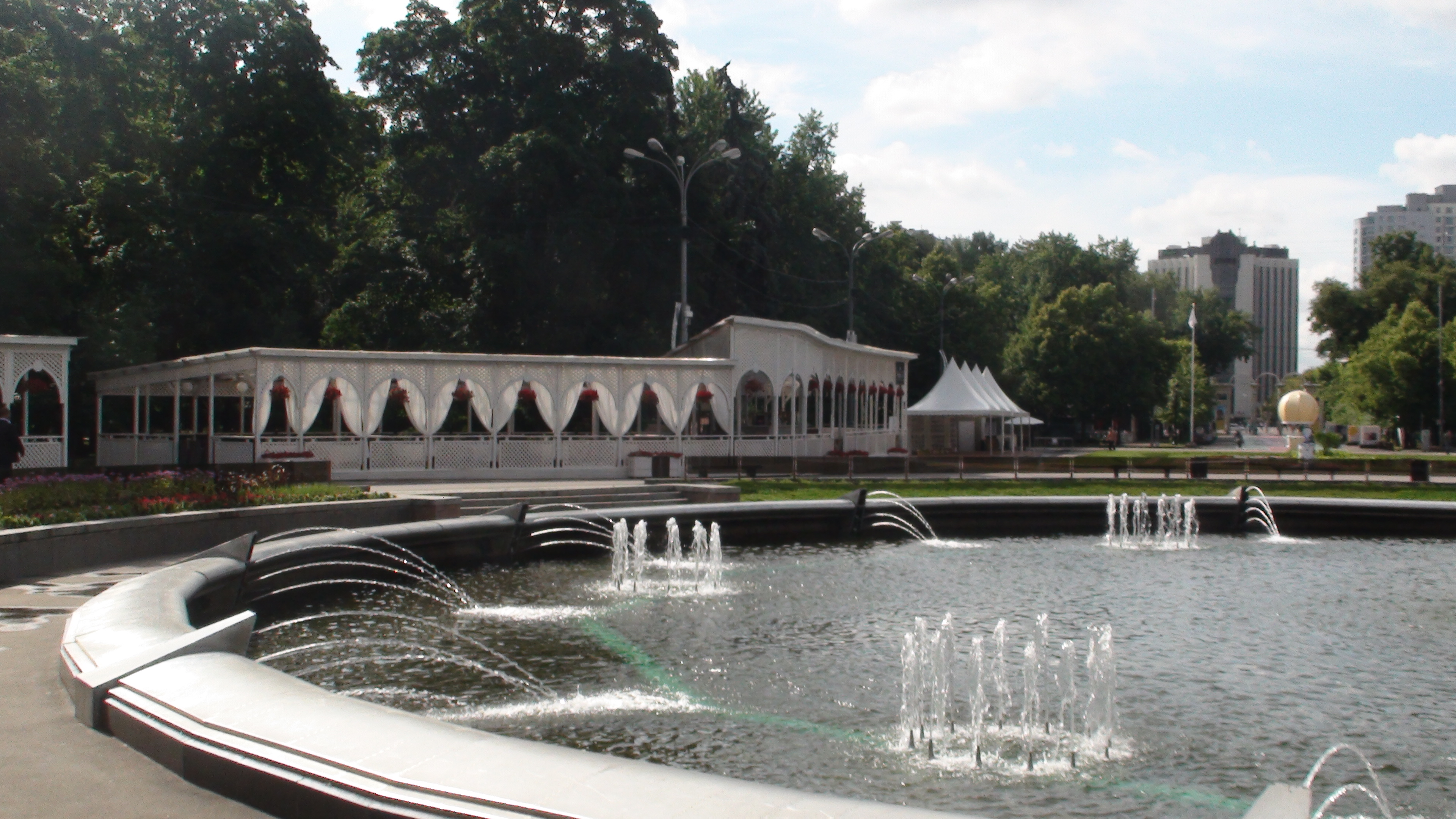
Фонтанная площадь
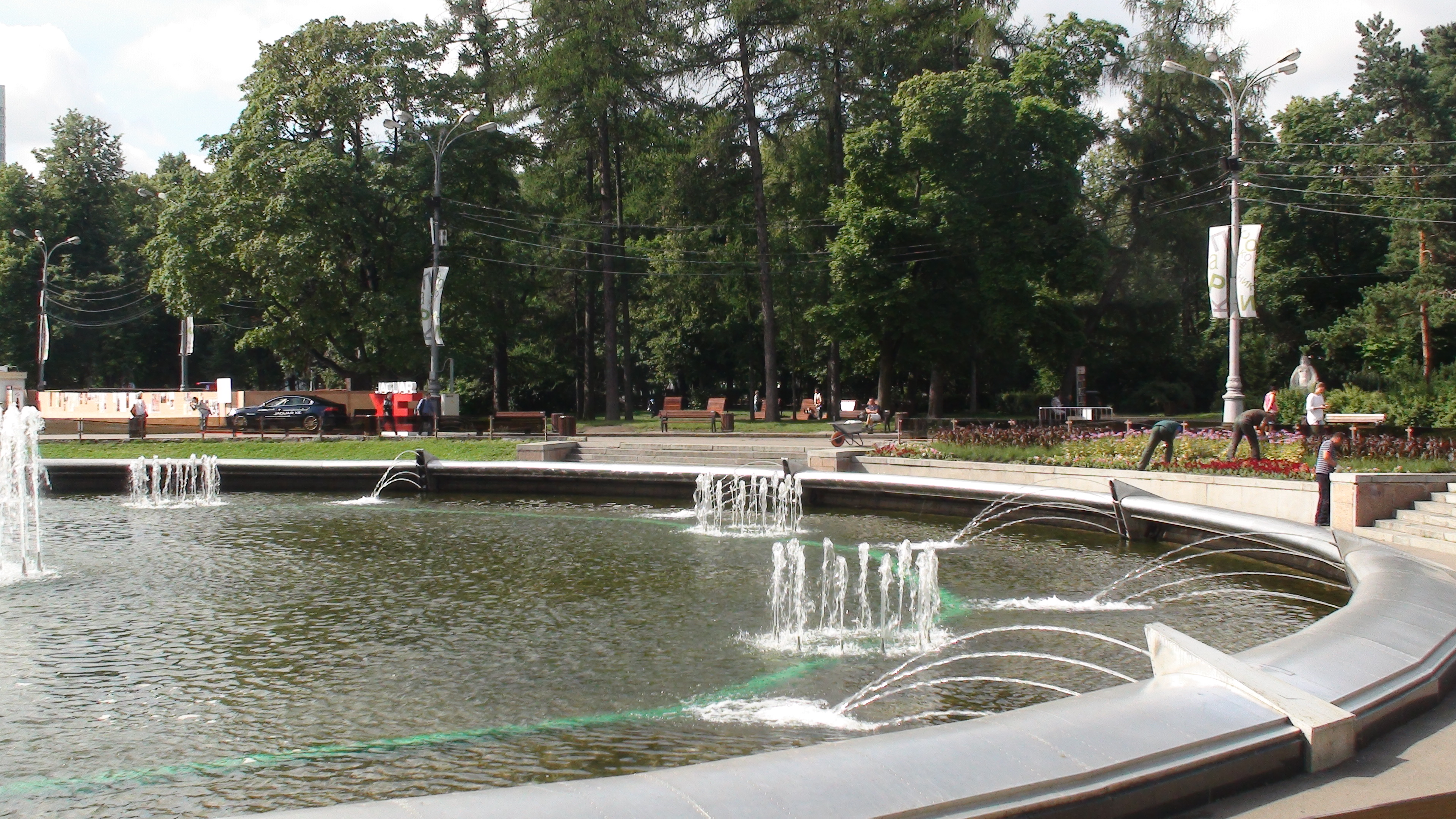
Фонтанная площадь
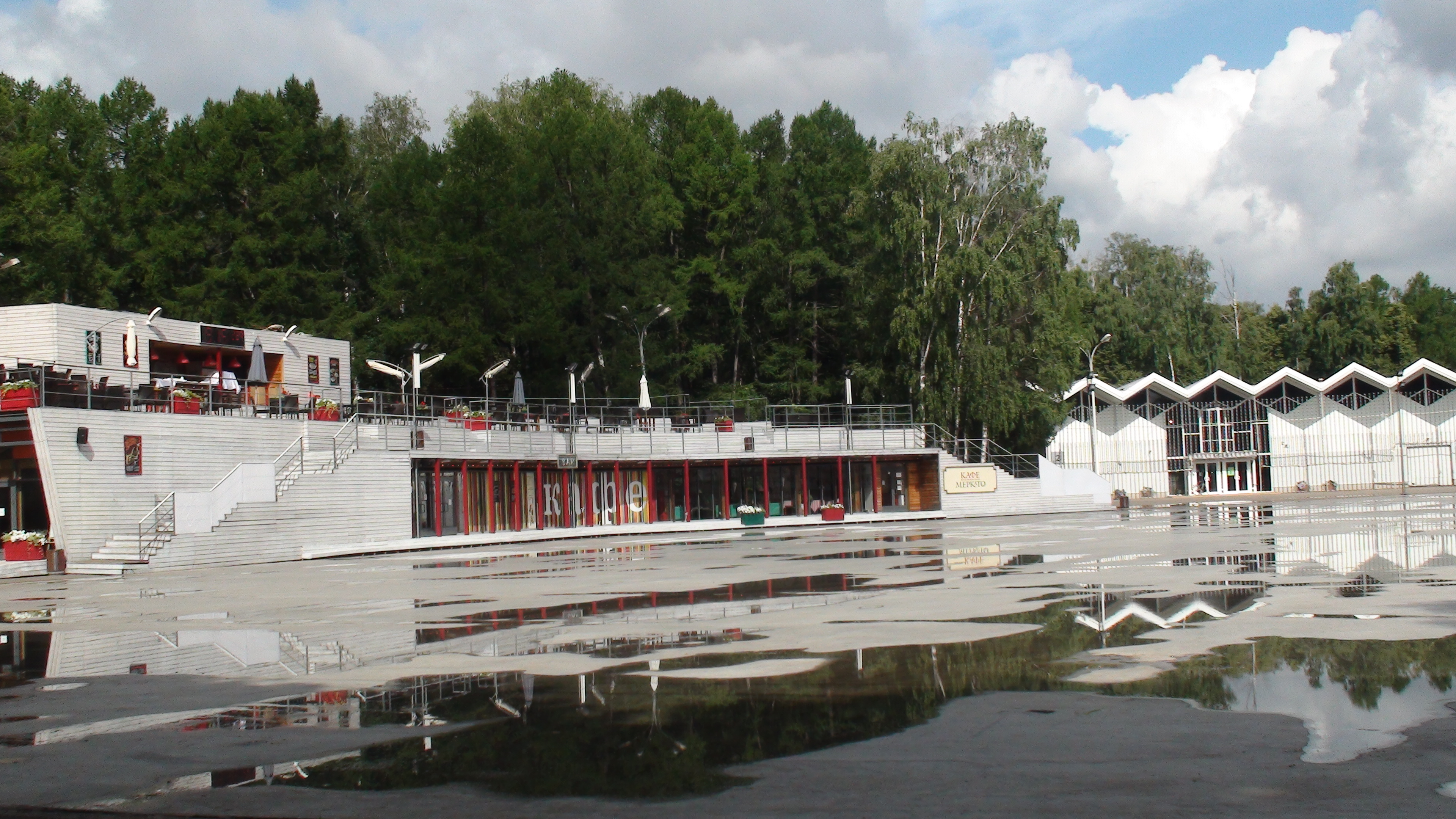
Фестивальная площадь
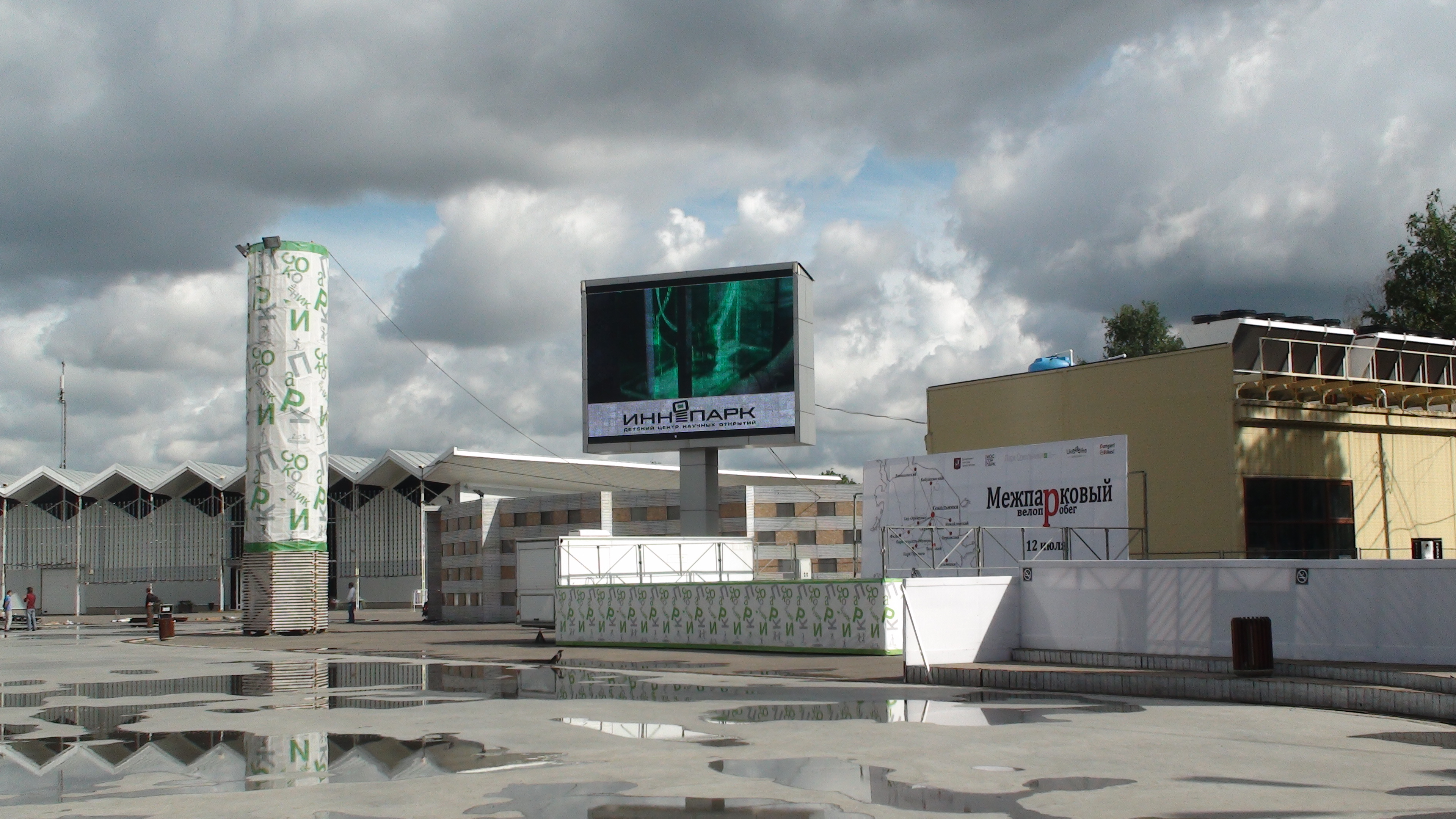
Фестивальная площадь

## Транспорт
В 400 м от главного входа в парк — станция метро «Сокольники» Сокольнической линии, рядом было закончено строительство одноимённой станции Большой кольцевой линии. У западной границы парка — платформы Москва-3 и Маленковская Ярославской железной дороги. Вдоль восточной границы парка следуют трамваи 4, 25 и автобус 75, вдоль северной — трамваи 11, 25 и автобус 311, вдоль южной — автобусы 40, 122, 140, 265, вдоль западной — автобус 140. Также недалеко от парка находятся Рижский вокзал, станция метро «Рижская», платформы Рижская и Ржевская.